# Jaroslav Slaný
Jaroslav Slaný (* 3. října 1957 Moravská Ostrava) je český pediatr a vysokoškolský pedagog, v letech 2005 až 2008 děkan Fakulty zdravotnických studií Ostravské univerzity (FZS OU), od roku 2014 děkan Fakulty zdravotníctva a sociálnej práce Trnavskej univerzity v Trnave.  
V roce 1982 získal titul MUDr., když na Lékařské fakultě Masarykovy univerzity absolvoval studium všeobecného lékařství. V roce 1986 získal atestaci I. stupně v oboru pediatrie, v roce 1990 pak získal tuto atestaci i II. stupně a zároveň se pro obor pediatrie stal soudním znalcem. V roce 1991 se stal přednostou Kliniky dětského lékařství Fakultní nemocnice Ostrava. V roce 1993 se stal kandidátem věd a téhož roku začal pracovat jako vedoucí Katedry klinických oborů FZS OU. Ve funkci vedoucího katedry skončil v roce 1995, kdy se stal proděkanem FZS OU pro zahraniční vztahy, jímž byl do roku 1999. V letech 1996 až 1999 zároveň pracoval jako náměstek ředitele FN Ostrava pro léčebnou péči.
V roce 2005 se Slaný stal děkanem FZS OU, když ve funkci nahradil Jaroslava Horáčka. V roce 2006 se poté habilitoval, nicméně v roce 2008 jej ve funkci děkana nahradil Arnošt Martínek. Téhož roku se tak Slaný stal ředitelem Institutu zdravotnických studií Univerzity Tomáše Bati ve Zlíně. Ve funkci setrval do roku 2009, kdy zároveň odešel z funkce přednosty Kliniky dětského lékařství FN Ostrava. V roce 2010 se stal primářem Dětského lékařství Městské nemocnice Ostrava a o rok později byl jmenován profesorem. Ve funkci skončil v roce 2014, kdy se stal děkanem Fakulty zdravotnictví a sociální práce na Trnavské univerzitě v Trnavě. O rok později se stal přednostou Dětské kliniky Fakultní nemocnice Trnava.
V letech 1995 až 1998 byl předsedou Rady zdraví Magistrátu Města Ostravy. V letech 2006 až 2012 byl ředitelem Mezinárodního hudebního festivalu Janáčkovy Hukvaldy. V minulosti se angažoval ve Straně zelených.
Je autorem několika titulů souvisejících s jeho zaměřením, například knih Speciální pediatrie pro ošetřovatelství (2008), Speciální pediatrie pro posluchače zdravotně sociálních fakult (2008) nebo Diagnostika syndromu týraného, zneužívaného a zanedbávaného dítěte (2021).